# Tratado de la naturaleza humana
Disertación sobre la naturaleza humana: Una aproximación experimental a la filosofía moral. (en inglés: A Treatise of Human Nature) (1738–40) es un libro del filósofo escocés David Hume, considerado por muchos como la obra más importante de Hume y una de las obras más influyentes en la historia de la filosofía.
Los filósofos contemporáneos como Isaiah Berlin han escrito que «ningún hombre ha influido en la historia de la filosofía en un grado más profundo o más perturbador», y Jerry Fodor diciendo que el Tratado de Hume es «el documento fundador de la ciencia cognitiva»  y el «filósofo más importante de habla inglesa». Sin embargo, el público en Gran Bretaña en ese momento no estuvo de acuerdo con Hume, revisando su obra en Investigación sobre el entendimiento humano (1748) e Investigación sobre los principios de la moral (1751).

## Contenido
Quizá el Tratado sea una declaración clásica de empirismo, escepticismo y naturalismo.
Si se me preguntase aquí si asiento sinceramente a este argumento, que parece me tomo tanto trabajo para inculcar en los otros, y si yo soy realmente uno de los escépticos que tienen todo por incierto y que nuestro juicio no posee ninguna medida de verdad o falsedad en ninguna cuestión, replicaré que este problema es enteramente superfluo y que ni yo ni ninguna otra persona mantuvo sincera y constantemente esta opinión.
En la introducción, Hume presenta la idea de colocar toda la ciencia y la filosofía sobre una base novedosa: una investigación empírica de la naturaleza humana. Impresionado por los logros de Isaac Newton en las ciencias físicas, Hume trató de introducir el mismo método experimental de razonamiento en el estudio de la psicología humana, con el objetivo de descubrir la «extensión y fuerza de la comprensión humana».

Hume afirma que todo el conocimiento humano proviene de los sentidos. Nuestras percepciones pueden dividirse en dos categorías: ideas e impresiones:
Todas las percepciones de la mente humana se reducen a dos géneros distintos que yo llamo impresiones e ideas. La diferencia entre ellos consiste en los grados de fuerza y vivacidad con que se presentan a nuestro espíritu y se abren camino en nuestro pensamiento y conciencia. A las percepciones que penetran con más fuerza y violencia las llamamos impresiones, y comprendemos bajo este nombre todas nuestras sensaciones, pasiones y emociones tal como hacen su primera aparición en el alma. Por ideas entiendo las imágenes débiles de estas en el pensamiento y razonamiento.
Contra los filósofos racionalistas, Hume argumenta que las pasiones, más que la razón, gobiernan el comportamiento humano. Presenta el famoso problema de la inducción, argumentando que el razonamiento inductivo y nuestras creencias con respecto a la causa y el efecto no pueden justificarse por la razón; en cambio, nuestra fe en la inducción y la causalidad es el resultado del hábito mental y la costumbre.
Jamás podemos demostrar la necesidad de la causa de cada nueva existencia o nueva modificación de existencia sin mostrar a la vez la imposibilidad que existe de que algo pueda comenzar a ser sin algún principio productivo, y si la última proposición no puede ser probada debemos desesperar de llegar a ser capaces de probar la primera. [...] Por consiguiente, la separación de la idea de una causa de la de una existencia que comienza es claramente posible para la imaginación y, por consecuencia, la separación actual de estos objetos es posible en tanto que no implica contradicción ni absurdo, y es, pues, incapaz de ser refutada por algún razonamiento que parta de meras ideas, sin el que es imposible demostrar la necesidad de una causa.
Hume presenta en un breve párrafo de su libro que hay una gran diferencia entre las proposiciones descriptivas (lo que es) y las prescriptivas (lo que debe ser) que muchos escritores juntaban a la hora de hablar acerca de la ética y sus justificaciones (problema del ser y el deber ser):

No puedo evitar añadir a estos razonamientos una observación que quizás puede tener alguna importancia. En cada sistema de moralidad que he observado hasta ahora, encuentro siempre que el autor procede algunas veces en la forma ordinaria de razonamiento, y establece la existencia de Dios, o hace observaciones sobre asuntos humanos, cuando de repente soy sorprendido porque, en vez de las usuales copulaciones de proposiciones «es» o «no es», me encuentro con proposiciones ninguna de las cuales no está conectada con un «debe» o «no debe». Este cambio es imperceptible, pero es sin embargo de consecuencias últimas; porque como este «debe», o «no debe», expresa alguna nueva relación o afirmación, ésta debe necesariamente observarse y explicarse; al mismo tiempo debe darse una razón para algo que parece completamente inconcebible: cómo esta nueva relación puede ser una deducción de otras que son completamente diferentes de ella. Pero como los autores no toman comúnmente esta precaución, debo intentar recomendarla a los lectores; y estoy persuadido que esta pequeña atención subvertiría todos los sistemas vulgares de moralidad; y permite ver que la distinción de vicio y virtud no se encuentra simplemente en las relaciones entre objetos, ni es percibida por la razón.

Hume defiende una descripción emotivista de la moralidad, argumentando que la ética se basa en el sentimiento y la pasión en lugar de la razón, y declara de manera famosa que «la razón es, y solo debe ser, la esclava de las pasiones».
La moral excita las pasiones y produce o previene acciones. La razón misma es totalmente impotente en este particular. Las reglas de la moralidad, por lo tanto, no son conclusiones de nuestra razón.
Ahora bien: la evidencia moral no es más que una conclusión concerniente a las acciones de los hombres derivada de la consideración de sus motivos, temperamentos y situación.
Hume también ofrece una teoría escéptica de la identidad personal y un relato compatibilista del libre albedrío.
Por mi parte, cuando penetro más íntimamente en lo que llamo "yo mismo", siempre tropiezo con una u otra percepción particular, de frío o de calor, de luz o de sombra, de dolor o de placer. Nunca puedo captar un «yo mismo» sin encontrar siempre una percepción, y nunca puedo observar nada más que la percepción.
Un hombre es un conjunto o colección de diferentes percepciones que se suceden con una rapidez inconcebible y están en un flujo y movimiento perpetuos; la identidad que atribuimos a la mente [...] del hombre es ficticia.